# Kirkjubøhólmur
A Kirkjubøhólmur egy holm Feröeren, Streymoy délnyugati partjainál.

## Földrajz
A szigetecske Streymoy délnyugati partja előtt, Kirkjubøurnál fekszik. Területe mindössze 2 hektár. Korábban földnyelv kötötte össze a szárazfölddel, azt azonban ezt egy hatalmas vihar a 16. században elhordta.